# Polánky
Polánky (německy Polanka) jsou základní sídelní jednotka, součást obce Opatov v okrese Jihlava v kraji Vysočina. Nachází se těsně u hranice s okresem Pelhřimov, asi 13 km severovýchodně od Pelhřimova a asi 20 km severozápadně od centra Jihlavy.
Polánky leží u Jankovského potoka, který se vlévá do vodní nádrže Sedlice. Je zde registrováno (bez okolních samot) devět čísel popisných: 5, 51, 62, 63, 64, 65, 66, 69 a 109. V Polánkách se nachází kříž a fotovoltaická elektrárna. V okolí je roztroušeno velké množství samot, jako jsou Bednářovna, Pod Polánkami, U Dudků, U Truplů, U Palánů, U Kokešů, U Váňů, Hovorkův Mlýn a Březina.

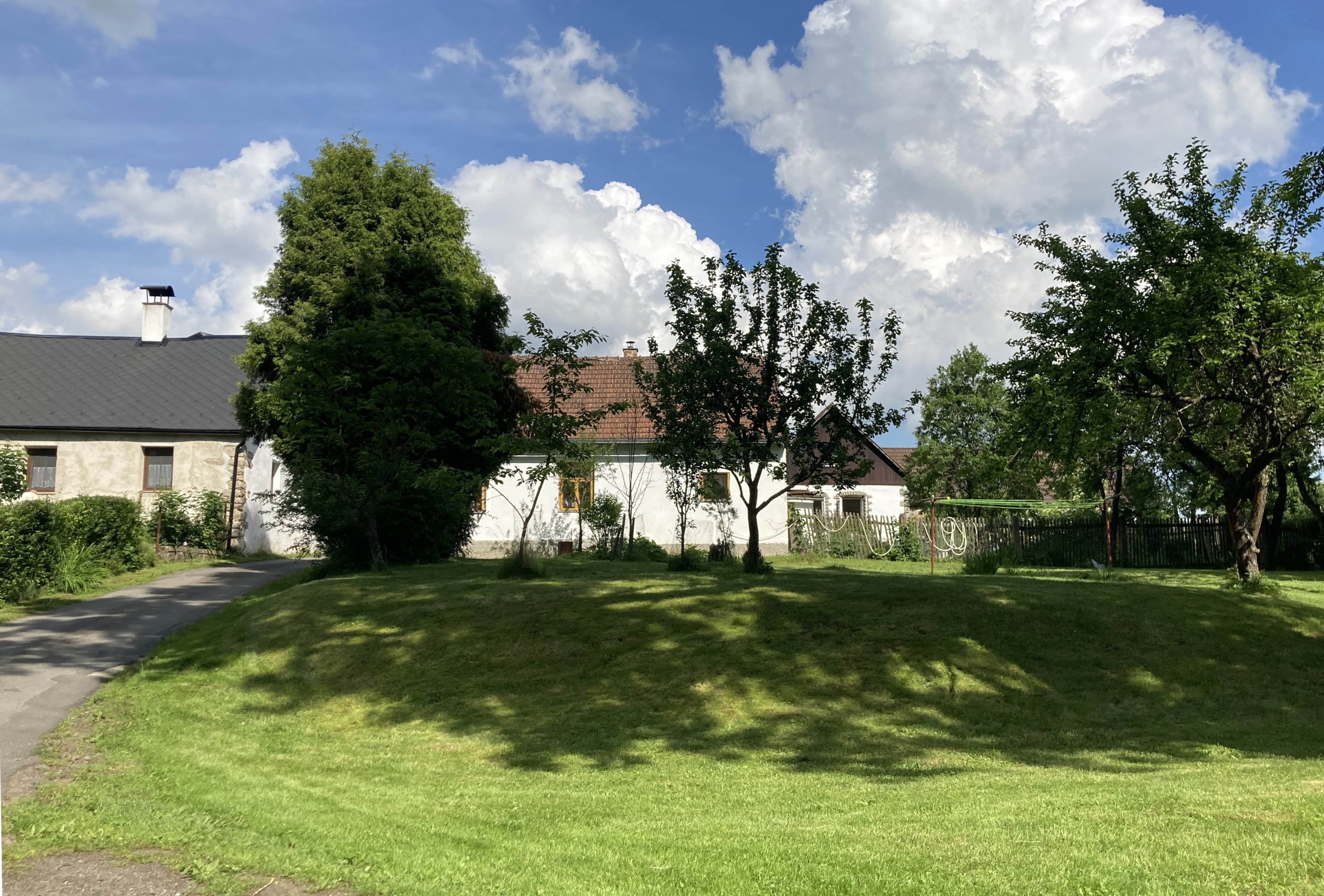
Polánky čp. 65 a 69
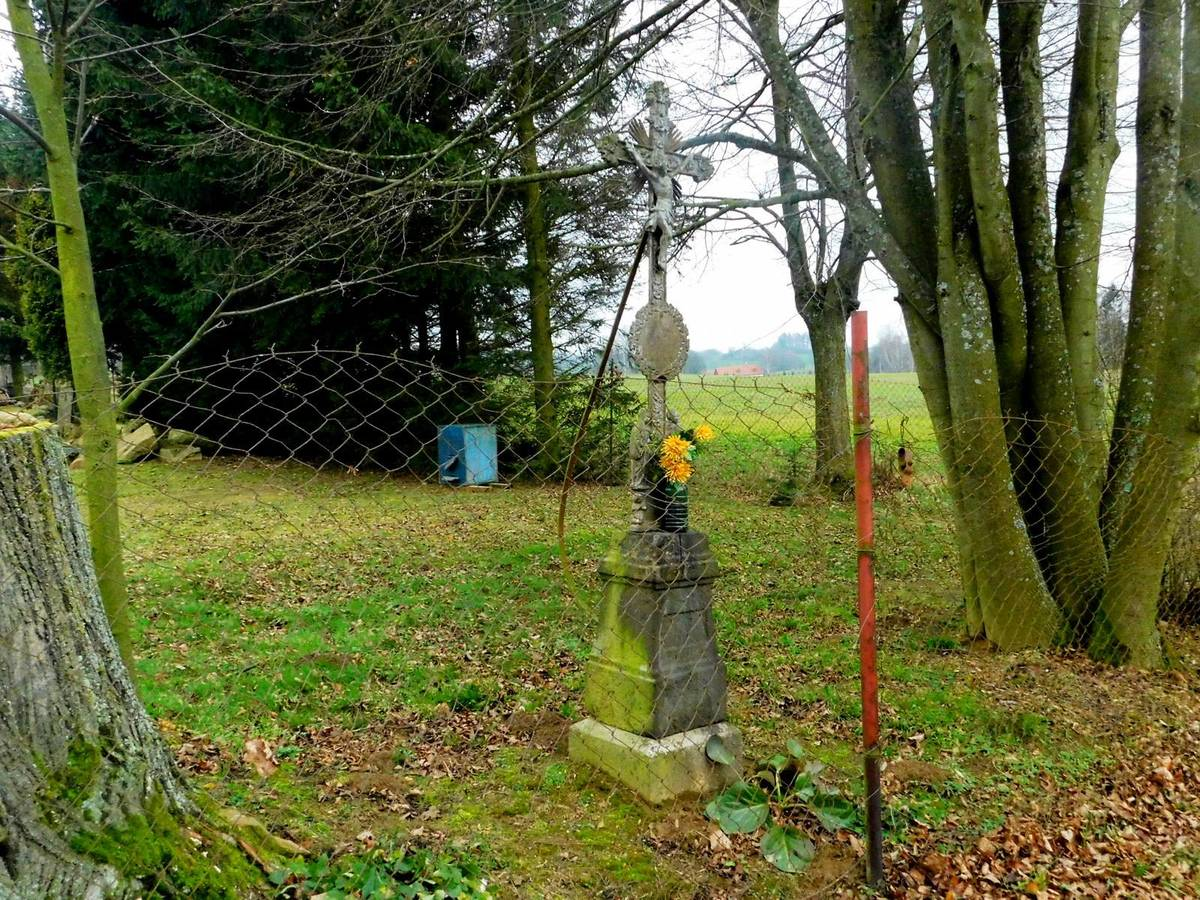
Kříž u čp. 66
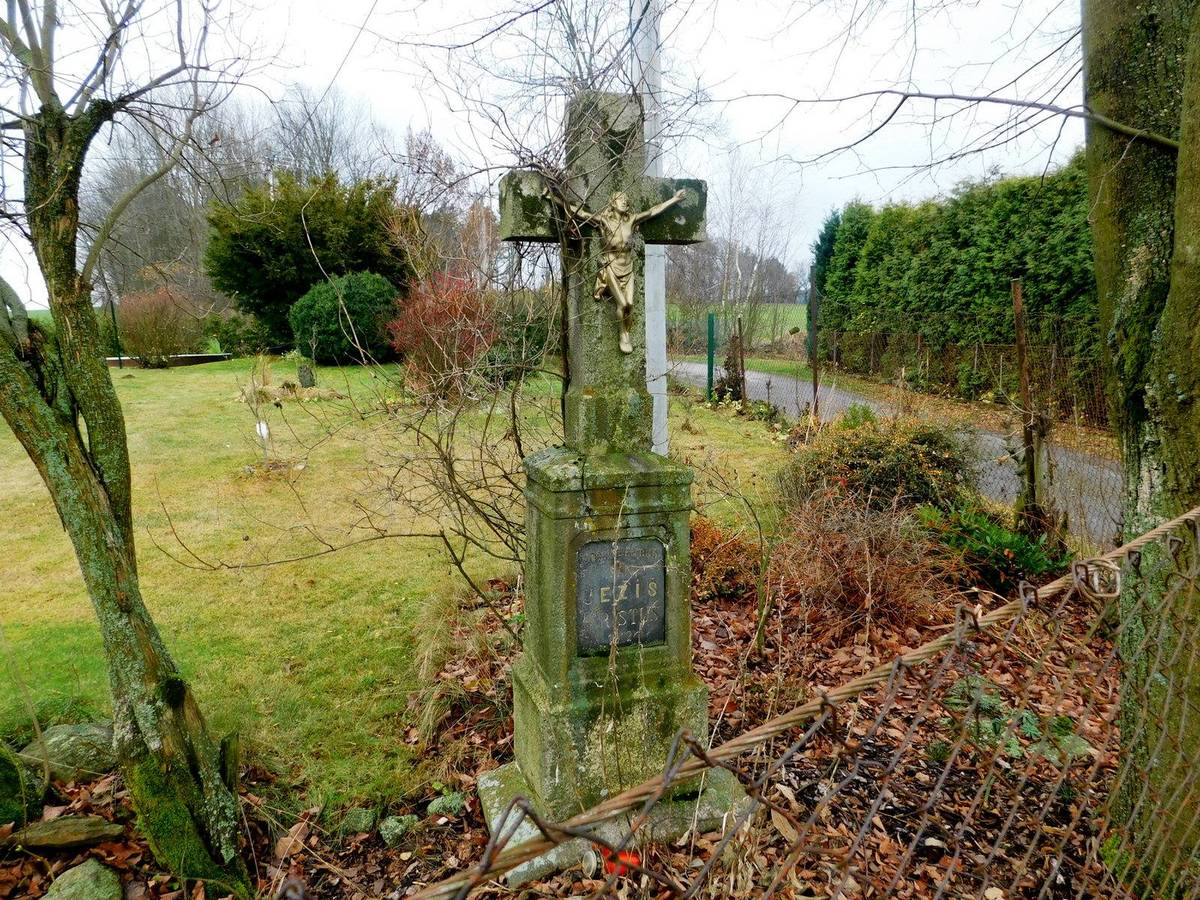
Kříž u čp. 51